# В'ячеслав Липинський та його доба
В'ячеслав Липинський та його доба — серія наукового формату, яка присвячена В'ячеславу Липинському. Видання здійснено в упорядкуванні Тетяни Осташко та Юрія Терещенка у 2010—2015 роках. Видання здійснено у видавництві «Темпора». Включає у себе роботи вченого та присвячені дослідження навколо його життя та похідних досліджень, разом із додатками. Станом на квітень 2017 року видано чотири книжки з цієї серії.

## Книга I
- Ю. Терещенко. До читача

### Частина I. Творча спадщина В'ячеслава Липинського
- В. Липинський. Другий акт
- В. Липинський. Дорогі друзі
- В. Липинський. Трагедія українського Санчо Панчо (Із записної книжки емігранта)
- В. Липинський. Україна на переломі 1657—1659. Замітки до історії українського державного будівництва в ХУІІ-ім століттю (розділи І-IV)
- В. Липинський. Листи до братів-хліборобів (вступ і перша частина)
- В. Липинський. Братерська сповідь (У перші роковини Ради присяжних Українського союзу гетьманців-державників)
- В. Липинський. Націоналізм, патріотизм і шовінізм (Лист до Б. Шемета 12.12.1925 р.)
- B. Липинський. Хам і Яфет (3 приводу десятих роковин 16/29 квітня 1918 р.)

### Частина II. Доба В'ячеслава Липинського
- А. Монтрезор. Вячеслав Липинський
- М. Тішофіїв. Памяти Вячеслава Липинського
- C. Шемет. В. К. Липинський при громадській роботі
- І. Мірчук. Месіянізм Липинського
- A. Жук. До історії української політичної думки перед [Першою] світовою війною
- Д. Чижелський. Вячеслав Липинський як філософ історії
- B. Залозецький. На сторожі ідей 306
- A. Іщак. Погляди В. Липинського на релігію в державнім будівництві
- О. Андріївський. Правно-політичний і фільософічний світогляд Вячеслава Казимировича Липинського
- М. Козак. З життя і діяльности Вячеслава Липинського
- М. Савур-Ципріянович. Останні дні Вячеслава Липинського
- B. Заїкин. Вячеслав Липинський як історик
- В. Кучабський. Значення ідей Вячеслава Липинського
- М. Забаревський (Д. Дорошенко). Вячеслав Липинський і його думки про українську націю і державу

### Частина III. Погляд сучасників
- Т. Осташко. Державницький імператив Вячеслава Липинського
- Ю. Терещенко. Династичний принцип влади і національна консолідація в добу Хмельниччини в оцінці В. Липинського
- К. Галушко. Європейський контекст соціально-політичних ідей Вячеслава Липинського
- Фотододаток

## Книга II
- Ю. Терещенко. До читача
- Т. Осташко Короткий археографічний вступ

### Частина I. Творча спадщина В'ячеслава Липинського
- В. Липинський. Україна на переломі 1657—1659. Замітки до історії українського державного будівництва в ХУ1І-ім століттю (розділи V—VI, примітки)
- В. Липинський. Листи до братів-хліборобів (друга частина)

### Частина II. З епістолярної спадщини В'ячеслава Липинського
- Листи до Дмитра Антоновича № 1 -2
- Листи до Івана Кревецького № 3-58
- Листи до Дмитра Левицького № 59-60
- Листи до Романа Метика № 61-71
- Листи до Осипа Назарука № 72-91
- Листи до Наукового товариства ім. Т. Шевченка № 92-96
- Листи до Ярослава Окуневського № 97-108 338
- Листи до Йосипа Сліпого № 109—114
- Листи до Володимира Старосольського № 115—118
- Листи до Степана Томашівського № 119—133
- Лист до Івана Франка № 134
- Лист до Олександра Шаповала № 135
- Листи до Сергія Шелухина 136—155
- Лист до Івана Шандрика № 156 41,1
- Листи до Андрія Шептицького)&№ 157—185
- Лист до Владислава Яворського № 186
- Примітки

### Частина III. Погляд сучасників
- Т. Осташко. Пореволюціна діяльність В'ячеслава Липинського на сторінках його приватного листування
- Ю. Терещенко. Україна і Англія в класократичній концепції В'ячеслава Липинського
- В. Масненко. Націологічна концепція В'ячеслава Липинського
- Фотододаток

## Книга III
- Юрій Терещенко. До читача

### Частина I. Творча спадщина В'ячеслава Липинського
- Юрій Терещенко. Проблема європеїзації козацької державності в «Україні на переломі» Вячеслава Липинського
- Вячеслав Липинський. Україна на переломі. Розділи VII—VIII, примітки
- Вячеслав Липинський. Листи до братів-хліборобів (частина III)
- Вячеслав Липинський. Данило Братковський — суспільний діяч і письменник кінця XVII століття
- Вячеслав Липинський. Генерал артилерії в. к. Руського (з архіву Немиричів)
- Вячеслав Липинський. Аріянський соймик в Киселиці на Волині в маю 1638 р. (Причинок до історії аріянства на Україні)

### Частина II. Доба В'ячеслава Липинського
- Наталія Полонська-Василенко. З молодих років Вячеслава Липинського
- Світозор Драгоманов. Спогади про В'ячеслава Липинського
- Дмитро Дорошенко. З перед тридцяти літ (До історії заснування «Przagladu Krajowego» в Києві)
- Богдан Лепкий. Моя перша зустріч з Липинським
- Роман Метик. Моє знакомство і переписка з В. К. Липинським
- Микола Базілевський. В'ячеслав Липинський: Із циклю «На грані двох епох»
- Лев-Ростислав Білас. Дещо з причинків до біографії Вячеслава Липинського

### Частина III. З епістолярної спадщини В'ячеслава Липинського
- Тетяна Осташко. В'ячеслав Липинський і Євген Чикаленко: діалог про майбутнє України
- Листи Вячеслава Липинського до Євгена Чикаленка № 1-72
- Листи Євгена Чикаленка до В'ячеслава Липинського № 73-182
- Примітки
- Іменний покажчик
- Фотододаток

## Книга IV
- Юрій Терещенко. До читача
- Юрій Терещенко. Україна і європейський історичний контекст у «Листах до братів-хліборобів» Вячеслава Липинського

### Частина I. Творча спадщина В'ячеслава Липинського
- Вячеслав Липинський. Листи до братів-хліборобів (розділ IV)
- Вячеслав Липинський. Меморіал до Українського інформаційного комітету про наше становище супроти напруженої політичної ситуації в Європі
- Вячеслав Липинський. Промова підчас ратифікації Берестейського договору між Україною і Німеччиною
- Вячеслав Липинський. Угода Гетьмана Павла Скоропадського з Українським Союзом хліборобів-державників
- Вячеслав Липинський. З приводу статті Генерала Зелесського
- Вячеслав Липинський. Статут і Реґлямент Українського Союза Хліборобів Державників
- Вячеслав Липинський. Розкол серед гетьманців (Лист до редакції газети «Діло»)

### Частина II. З епістолярної спадщини В'ячеслава Липинського
- Тетяна Осташко. Євген Зиблікевич і Роман Залуцький: під омофором Вячеслава Липинського
- Лист до Василя Завізіона № 1
- Листи до Петра Залсського № 2-9
- Лист до Йосифи Залозецької № 10
- Листи до Володимира Залозецького № 11-101
- Лист до Ванди Змієвської № 102
- Лист до Ганса Іберсберґера № 103
- Лист до Василя Ісаїва № 104
- Лист до Івана Карпи № 105
- Листи до Петра Коваліва № 106-134
- Лист до Олександра Колесси № 135
- Лист до Виконавчого комітету другого Філософічного польського з'їзду у Варшаві № 136
- Лист до Громадсъко-допомогового комітету українців у Румунії № 137
- Лист до Комітету будови Народного дому в с. Здовбиця на Волині № 138
- Лист до Комітету для вшанування академіка Кирила Студинського № 139
- Лист до Комітету для вшування пам'яті Симона Петлюри у Відні № 140
- Лист до Організаційного комітету видавничої спілки «Мистецъ» № 141
- Лист до Організаційного комітету святкування четвертих роковин утворення ЗУНР № 142
- Лист до повітового Уманського земельного комітету № 143
- Лист до Українського академічного комітету у Празі № 144
- Лист до Ювілейного комітету по св'яткуванню 30-ліття заснування Революційної української партії № 145
- Лист до Мирона Кондрата № 146
- Листи до Володимира Коростовця № 147—149
- Лист до Антона Коршнівського № 150
- Лист до Теофіла Костру би № 151
- Лист до Францішка Котовича № 152
- Листи до Аркадія Кочубея № 153—154
- Листи до Миколи Кочубея № 155—177
- Листи до Івана Кревецького № 178-181
- Листи до Івана Крипякевича № 182—184
- Лист до Зенона Кузелі № 185
- Лист до Василя Кучабського № 186—189
- Лист до Володимира Левицького № 190
- Лист до Лмитра Левицького № 191
- Лист до Бориса Легензевича № 192
- Лист до Володимира Леонтовича № 193